# Karl Heinrich Wüthrich
Karl Heinrich Wüthrich (* 15. März 1953) ist ein Schweizer Jurist. Er ist Rechtsanwalt bei Wenger Plattner, einer der führenden Schweizer Wirtschaftskanzleien.

## Leben und Wirken
Wüthrich studierte Rechtswissenschaften an der Universität Zürich (lic. iur., 1979). Er erlangte 1983 das Rechtsanwaltspatent und wurde zuerst bei der ATAG (heute Ernst & Young) tätig. Später wurde er Partner bei Wenger & Plattner.
Seine Spezialität ist das Schuldbetreibungs- und Konkursrecht (SchKG). Nachdem er schon früher an prominenten Fällen wie beispielsweise dem Konkurs der Biber Holding AG oder jenem von Werner K. Rey mitgewirkt hatte, wurde Wüthrich landesweit als Sachwalter und Liquidator der Swissair bekannt. Im Rahmen dieses Mandats strengte er Verantwortlichkeitsklagen gegen die ehemaligen Verwaltungsratsmitglieder und Manager des Swissairkonzerns an, die allerdings nach mehrjährigen Prozessen allesamt abgewiesen wurden. Wüthrich war auch an der Liquidation der Sportvermarktungsfirma International Sport and Leisure, des Öl-Raffineurs Petroplus, der Prime Forestry Group sowie der Bank Hottinger & Cie beteiligt.
Wüthrich ist verheiratet und hat einen Sohn und eine Tochter. Im Militär bekleidete er den Rang eines Oberstleutnants.